# Конкорд (Нью-Гемпшир)
Ко́нкорд (англ. Concord) — місто (англ. city) на північному сході США, в окрузі Меррімак, адміністративний центр штату Нью-Гемпшир, на річці Меррімак. Населення — 43 976 осіб (2020).

## Географія
Конкорд розташований за координатами 43°13′57″ пн. ш. 71°33′41″ зх. д. / 43.23250° пн. ш. 71.56139° зх. д. (43.232493, -71.561252). За даними Бюро перепису населення США в 2010 році місто мало площу 174,77 км², з яких 166,39 км² — суходіл та 8,37 км² — водойми.

## Демографія
Згідно з переписом 2010 року, у місті мешкало 42 695 осіб у 17 592 домогосподарствах у складі 10 052 родин. Густота населення становила 244 особи/км². Було 18852 помешкання (108/км²).
Расовий склад населення:
| - 91,8 % — білих - 3,4 % — азіатів - 2,2 % — чорних або афроамериканців - 0,3 % — корінних американців |

До двох чи більше рас належало 1,8 %. Частка іспаномовних становила 2,1 % від усіх жителів.
За віковим діапазоном населення розподілялося таким чином: 20,7 % — особи молодші 18 років, 65,5 % — особи у віці 18—64 років, 13,8 % — особи у віці 65 років та старші. Медіана віку мешканця становила 39,4 року. На 100 осіб жіночої статі у місті припадало 98,5 чоловіків; на 100 жінок у віці від 18 років та старших — 96,9 чоловіків також старших 18 років.
Середній дохід на одне домашнє господарство становив 73 767 доларів США (медіана — 56 093), а середній дохід на одну сім'ю — 91 059 доларів (медіана — 77 196). Медіана доходів становила 50 567 доларів для чоловіків та 41 452 долари для жінок. За межею бідності перебувало 11,2 % осіб, у тому числі 13,6 % дітей у віці до 18 років та 8,1 % осіб у віці 65 років та старших.
Цивільне працевлаштоване населення становило 21 545 осіб. Основні галузі зайнятості: освіта, охорона здоров'я та соціальна допомога — 27,5 %, роздрібна торгівля — 11,2 %, науковці, спеціалісти, менеджери — 10,7 %.